# Yun Won-chol
Yun Won-chol (3 de julio de 1989) es un luchador norcoreano de lucha grecorromana. Participó en los Juegos Olímpicos de Londres 2012 en la categoría de 55 kg, consiguiendo un 15.º puesto. Compitió en tres campeonatos mundiales. Ganó una medalla de oro en 2013 y de bronce en 2015. Medaliista de plata en Juegos Asiáticos de 2014. Ganó tres medallas en Campeonato Asiático, de plata en 2015. Conquistó una medalla de oro en Campeonato Mundial Militar de 2013.